# AMD Zen
Zen és el sobrenom per una futura microarquitectura per a processadors d'AMD, prevista per a principis de 2017. Les primeres CPUs basades amb cores Zen, conegudes amb el sobrenom de Summit Ridge, estan previstes que surtin al mercat a principis de 2017, seguint-les les CPUs per a servidors, conegudes com a Naple, i finalment, les APUs basades amb Zen conegudes com a Raven Ridge a partir de la segona meitat de 2017.
L'arquitectura del Zen és un disseny que difereix totalment de la seva família d'arquitectures predecessor, la Bulldozer (15a família). Els processadors basats amb Zen utilitzen un procés de FinFET de 14nm, que és més eficient i comporta una millora respecte l'IPC. S'introdueix l'SMT, permeten així a cada core suportar dos threads. El sistema de caches també s'ha redissenyat, canviat la cache a L1 de write-through a write-back. A més, els processadors Zen utilitzaran el socket AM4, suportant també DDR4.

Zen

## Disseny
Segons AMD, el principal objectiu dels Zen serà incrementar el rendiment per core.
- La cache a L1 s'ha canviat de write-through a write-back, permetent així una major amplada de banda, i alhora, una menor latència.
- L'arquitectura SMT (Simultaneous Multithreading) permet 2 threads per core, un gran canvi respecte el disseny CMT (Clustered Multithreading) utilitzat a les arquitectures prèvies Bulldozer.[7]
- Nova cache de microoperacions més gran.
- Gairebé el doble d'amplada de banda tant a L1 com a L2, 5 vegades més d'amplada de banda a L3.
- Millora a la predicció de salt utilitzant un sistema similar al de la microarquitectura Bobcat,[8] comparat a una xarxa neuronal segons l'enginyer d'AMD Mike Clark.[9]
- Predictor de salt desacoblat de l'etapa de fetch.

L'arquitectura Zen estarà construïda utilitzant un procés de FinFET de 14nm subcontractat a GlobalFoundries, donant una major eficiència que els processos de 32 i 28nm. Les CPUs Summit Ridge utilitzaran el socket AM4, suportaran DDR4 i el seu TDP serà de 95W.
Cada core Zen pot descodificar quatre instruccions per cicle de clock i inclou una cache de microoperacions que alimenta dos planificadors, un pels segments d'enters i un altre pels segments de coma flotant. Cada core té dues unitats de generació d'adreces, quatre unitats d'enters i quatre unitats de coma flotant. D'aquestes quatre unitats de coma flotant, dues són sumadores (adders) i les altres dues son multiplicadores (multipliers). També hi ha millores al predictor de salt. La cache a L1 és de 64KiB per instruccions i 32KiB de dades. La cache a L2 és de 512KiB per core, mentre que la L3 és de 1-2MB per core. La cache a L3 ofereix 5 vegades més amplada de banda que les caches L3 de les versions prèvies de dissenys d'AMD.

## Història i desenvolupament
AMD va començar a planejar l'arquitectura Zen poc després de tornar a contractar Jim Keller a l'agost de 2012.
L'equip encarregat del projecte Zen estava dirigit per Keller fins a la seva marxa el setembre del 2015 després de 3 anys.
Zen estava inicialment pensat pel 2017, seguint el core basat amb ARM64, el K12, però durant el Financial Analyst Day de 2015 d'AMD es va revelar que el K12 havia sigut endarrerit a favor del Zen, permetent així la seva entrada al mercat durant el 2016, amb el llançament del primer processador basat amb Zen a l'octubre de 2016.

Al novembre de 2015, una font dins d'AMD va reportar que els microprocessadors Zen s'havien provat complint totes les expectacions sense cap coll d'ampolla trobat.
El desembre de 2015, es va rumorejar que AMD havia contractat Samsung per a fabricar els seus processadors de FinFET de 14nm, incloent ambdós Zen i la seva futura arquitectura GPU Polaris. AMD ho va fer oficial el juliol de 2016, anunciant així que el producte havia estat fabricat satisfactòriament per Samsung. Mentre que AMD va esmentar que utilitzaria Samsung si fos necessari, també va argumentar que això faria reduir el risc per AMD per disminuir la dependència en una sola empresa.

## Avantatges sobre els predecessors
El disseny del Zen és notablement diferent al dels seus predecessors, amb una gran quantitat de canvies i millores dutes a terme amb esperances de fer que el Zen sigui més competitiu amb les arquitectures d'Intel.

### Procés de fabricació
Els processadors fabricats utilitzant Zen seran de FinFET de 14nm. Aquests processadors seran fabricats per GlobalFoundries, tot i que alguns reports indiquen que alguns processadors podrien ser fabricats per TSMC. Abans dels Zen, el procés més petit de fabricació d'AMD era de 28nm, utilitzat tant a les arquitectures Steamroller com a les Excavator. Pel que fa a les de la competència, les arquitectures Skylake i Kaby Lake d'Intel també estan fabricades amb FinFET de 14nm, tot i que Intel ja està planejant treure les de 10nm al 2017.

### Rendiment
Un dels principals objectius dels Zen és centrar-se en el rendiment per core, amb la idea d'aconseguir una millora del 40% d'IPC respecte el seu predecessor. Per tenir una comparació, Excavator va oferir entre un 4 i un 15% de millora respecte la seva predecessora, Steamroller. La inclusió de SMT permet que cada core pugui processar dos threads, incrementant així el rendiment de processat utilitzant millor els recursos disponibles.
AMD va fer una prova en directe utilitzant una CPU Summit Ridge de 8 cores/16 threads, aconseguint igualar el rendiment d'un Intel Broadwell-E en uns 
benchmarks de renderitzat de Blender.

### Memòria
Els APUs que utilitzin l'arquitectura Zen també suportaran HBM. Els acceleradors previs d'AMD havien de confiar amb les controladores de memòria tradicionals DDR3/DDR4, però Zen suportarà, a més d'HBM, DDR4 (fins a 8 canals).

### Consum de potència i emissió de calor
Els processadors construïts amb FinFET de 14nm haurien de mostrar una reducció del consum de potència i, per tant, també una reducció de l'emissió de calor respecte els seus predecessors de 32 i 28 nm, o almenys, ser més potents computacionalment amb una emissió de calor i consum d'energia equivalents.

## Productes
L'arquitectura Zen s'espera que s'utilitzi a futurs processadors FX per a Desktop, futurs processadors Opteron per a servidors i futures APUs.
S'esperava que els primers processadors per a Desktop sense gràfica, coneguts com a Summit Ridge, sortissin al mercat a finals de 2016, seguint-los així els APUs Raven Ridge ja al 2017. AMD va anunciar el seu endarreriment fins al 2017 a l'agost de 2016, a la presentació en directe d'un processador Summit Ridge de 8 cores/16 threads a 3 GHz.